# Albertslund Kommune
Albertslund Kommune ist eine dänische Kommune in der Region Hovedstaden und Bestandteil des Hauptstadtgebiets (Hovedstadsområdet). Sie erstreckt sich über eine Fläche von 23,20 km², auf der 28.117 Einwohner (Stand 1. Januar 2025) leben. Es ist Hauptsitz Coop Danmark. Hier wird ab Ende 2021 (Spatenstich) ein Wohnort, Coop Byen ((Die) Coop Stadt), mit 4.500 Einwohner entstanden wie IrmaByen in benachbarten Rødovre Kommune.
Der Sitz der Verwaltung ist in Albertslund, ein etwa 14 km westlich gelegener Vorort von Kopenhagen.

## Geschichte und Spezifika der Stadt
Von einem Dorf mit etwa 3000 Einwohnern ist Albertslund im Laufe von nur wenigen Jahrzehnten zu einer Stadt mit knapp 30.000 Einwohnern angewachsen. Der Ursprung waren die Dörfer Herstedøster, Vridsløselille und Risby, einst kleine selbständige Gemeinwesen mit Landwirtschaft und Gartenbau als Haupterwerbszweige, symbolisiert durch einen Hahn im Albertslunder Stadtwappen.
Mit dem Bau von über 1500 Atrium- und Reihenhäusern in Süd-Albertslund zu Beginn der 1960er Jahre kamen der soziale Wohnungsbau und der Zuzug nach Albertslund in Gang. Fast 30 größere und kleinere Wohnkomplexe liegen inzwischen rundum in der Gemeinde verteilt mit insgesamt über 6000 Sozial- und fast 6000 Eigentumswohnungen. Hyldespjældet weist knapp 400 Wohnungen mit 1, 2 und 3 Geschossen auf.
Die Kommune entstand im Zuge der dänischen Kommunalreform 1970 durch Zusammenlegung der Sognkommunen Herstedvester Sogn, Herstedøster Sogn und Opstandelseskirkens Sogn, zunächst unter dem Namen „Herstedernes Kommune“, also sinngemäß „Kommune der (beiden) Herstede“. Im Jahre 1973 wurde der Name offiziell in „Albertslund Kommune“ geändert, da das dänische Innenministerium keinen Kommunennamen in Plural-Form akzeptieren wollte.
Im Ortsteil Herstedvester befand sich von 1934 bis 1990 eine Sendeanlage für Mittel- und Kurzwelle.
Mitte der 1970er Jahre gab es in den zehn Schulen circa 6700 Schüler, 1988 nur noch 4500. Dadurch konnte in steigendem Maße  Erwachsenenunterricht in den Schulen stattfinden und neuer Bedarf beispielsweise an Fachräumen für Schulkinder gedeckt werden. Innerhalb weniger Jahre stieg die Anzahl der Tagesstätten für Kinder und Jugendliche bis 18 Jahren auf achtzig. Seitdem hat sich die Zahl wegen der fallenden Kinderzahl wieder etwas verringert. Seit 1972 sind alle Krippen, Kindergärten, Freizeitheime und Klubs in kommunaler Hand.
In der Stadt Albertslund liegen ungefähr 1200 größere und kleinere Gewerbebetriebe, mit der größten Konzentration im Industriezentrum Herstedøster.
Zwei Drittel der Bodenfläche von Albertslund sind von Menschen angelegte Grünflächen. Das größte Areal, Vestskoven (der Westwald) mit 1500 ha, wird seit 1967 nach und nach bepflanzt.
Albertslund Centrum, das größte in der Stadt, umfasst Einkaufszentrum, Rathaus und ein Kulturhaus „Albertslundhuset“ mit Hauptbibliothek, kommunalen Kinos sowie Theater-, Konzert und Kongresssaal für 1200 Besucher. Es ist sich in kommunalen Besitz befindliche Zentrum in Dänemark.
In Albertslund sind Radfahrer- und Fußgängerverkehr vollständig getrennt. Die Gemeinde hat genau so viele Kilometer Wege wie Straßen, nämlich 65 km. Seit 2012 ist Albertslund Ausgangspunkt des ersten fertiggestellten Fahrradschnellweges (cykelsupersti, dt. etwa: Fahrrad-Super-Pfad), der von hier in das Zentrum Kopenhagens führt.

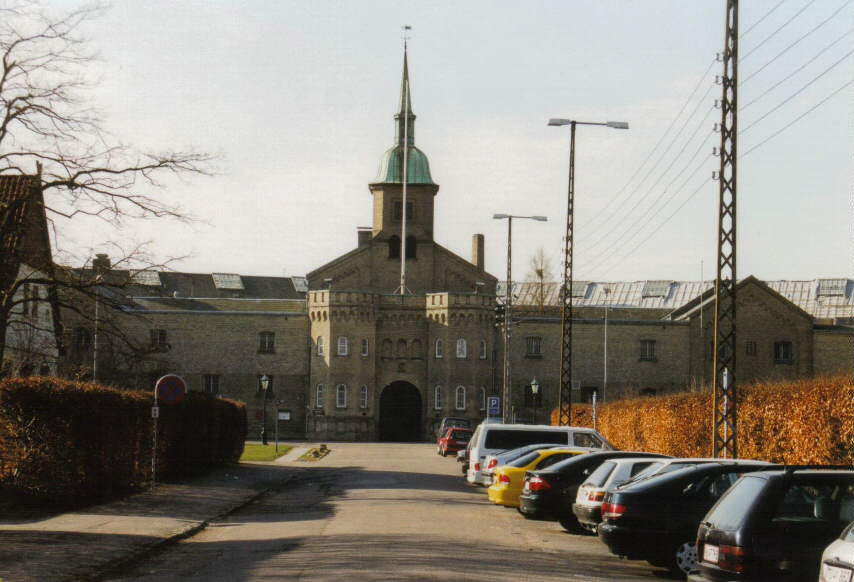
Staatsgefängnis in Vridsløselille. In der dänischen Filmserie Olsenbande ging den Weg vom Haupttor des Gefängnisses immer nach seiner Freilassung Egon Olsen (Ove Sprogøe).

Die Kommune liegt zwischen Glostrup und Taastrup und 5 km von der Ostsee (Vallensbæk). Außerdem durchzieht der Roskildevej den Stadtteil und die Autobahn E47/E55 verläuft im Abstand von 2 km an Albertslund vorbei, wodurch eine günstige Verkehrsanbindung gegeben ist.
Albertslund wurde ursprünglich als Industriegebiet gegründet, erst die Wohnungspreise in Kopenhagen Zentrum zwangen viele, in die außenliegende Stadtteile wie Albertslund zu ziehen. Der Bürgermeister, Finn Aaberg (1940–2015), der den Stadtteil 1972 gründete, war 32 Jahre zwischen 1978 und 2009 im Amt, was in seinem Sprechen von „seinem“ Stadtteil herauszuhören ist.
In Sachen Kultur ist Albertslund sehr aktiv und veranstaltet viele Volksfeste und Kulturnächte auf dem zentralen Marktplatz.
In Albertslund befindet sich die (Justizvollzugs-)Anstalt bei Herstedvester (Gefangener in psychiatrischer Behandlung) und das Staatsgefängnis in Vridsløselille, das aus der dänischen Einbrecherserie Olsenbande bekannt geworden ist. Heute ist das Gefängnis nach einem Ausbruch, der durch ein Rammen der Mauer mit einem LKW verursacht wurde, nur noch schwer zugänglich. Die Straße, welche zum Gefängnis führt wurde nach dem Tod von Ove Sprogøe 2004 von Vridsløselille-Staatsgefängnis (eigentlich Fængselsvej: Gefängnisstraße) in „Egon Olsens Vej“ (Egon-Olsen-Straße) umbenannt.
2007 erhielt die Kommune den Natur- und Umweltpreis des Nordischen Rates, weil sie die Umweltarbeit unter Mitbürgern und Unternehmen verankert hat, indem sie z. B. den Kohlendioxidausstoß in der Gemeinde halbierte.

## Einwohnerentwicklung
In der Kommune leben derzeit 28.117 Einwohner (Stand 1. Januar 2025). Auf dem Gemeindegebiet liegen die folgenden Kirchspielsgemeinden (dän.: Sogn):
| Nr. | Kirchspiel               | Einwohner |
| --- | ------------------------ | --------- |
| 01  | Herstedvester Sogn       | 8.425     |
| 02  | Herstedøster Sogn        | 10.289    |
| 03  | Opstandelseskirkens Sogn | 9.323     |

Entwicklung der Einwohnerzahl (1. Januar):
- 1980 – 30.425
- 1985 – 29.138
- 1990 – 29.413
- 1995 – 29.389
- 1999 – 29.315
- 2000 – 29.331
- 2003 – 28.839
- 2005 – 28.146
- 2011 – 27.800
- 2025 – 28.117

## Partnerstädte
Die Albertslund Kommune unterhält mit folgenden Städten und Gemeinden Partnerschaften:
- Schweden: Mölndal, seit 1971
- Deutschland: Grabow, seit 1972
- Deutschland: Borken, seit 1987
- Tschechien: Říčany, seit 1993
- England: Whitstable, seit 1995
- Schottland: East Renfrewshire, seit 1996

## Persönlichkeiten
- Hans Rønne (1887–1951), Turner
- Tine Høeg (* 1985), Schriftstellerin
- Siff Lundgreen (* 1993), Schauspielerin und Drehbuchautorin
- Marcus Mathisen (* 1996), Fußballspieler
- Andreas Kron (* 1998), Radrennfahrer